# ۲۱ محرم
۲۱ محرم، بیست و یکمین روز از ماه محرم در تقویم هجری قمری است.
در تقویم هجری قمری قراردادی این روز بیست و یکمین روز سال است.

## درگذشتگان
- ۷۲۶ - علامه حلی عالم و مرجع تقلید شیعیان